# Ex Machina
Ex Machina er en britisk science fiction-thrillerfilm fra 2015 instrueret af handler Alex Garland. Filmen handler om test af en humanoid robot (androide) udstyret med kunstig intelligens.

## Handling
Programmøren Caleb Smith udvælges til at teste firmaet Blue Books nyeste androide, Ava, ved hjælp af Turing-testen. Firmaet har lagt navn til en søgemaskine af samme navn, der også er en reference til filosoffen Ludwig Wittgenstein, der skrev en Blue Book (1930'erne), der spørger ind til kunstig intelligens. I filmen er Smith udvalgt på baggrund af hans søgeprofil, hvorfor det i filmen er ham som testes, ikke androiden, som i en sædvanlig Turingtest.
Androiden er udfærdiget således, at den skal falde i Smiths smag. Seeren får undervejs at vide, at androidens opgave er at få Smith til at blive forelsket i androiden.

## Rolleliste
- Domhnall Gleeson som Caleb Smith, programmør i firmaet Blue Book.
- Oscar Isaac som Nathan Bateman, Blue Books ejer og direktør.
- Alicia Vikander som Ava, en kunstig intelligens.
- Sonoya Mizuno som Kyoko, Batemans tjenestepige.
- Gana Bayarsaikhan som Jade, en tidlig gynoid-prototype (fembot).
- Corey Johnson som Jay, helikopterpilot.
- Claire Selby som Lily, en tidlig gynoid-prototype (fembot).
- Symara Templeman som Jasmine, en tidlig gynoid-prototype (fembot).
- Tiffany Pisani som Katya.
- Lina Alminas som Amber.

## Filosofiske virkemidler
Testningen foregår i virksomhedsejerens hjem, under jorden. Ejeren, Nathan Bateman, har i filmen parallelsamtaler med Smith, med mange referencer til kulturhistorien: maleren Jackson Pollocks metode, Wittgenstein, Sigmund Freuds Ødipuskompleks, Prometheus, J. Robert Oppenheimer og døden. Samt referencer til Det kinesiske rum og Marys værelse, et tankeeksperiment, der refererer til "Mary", der befinder sig i et sort-hvidt rum. Spørgsmålet stiller sig nu om hvorvidt Mary vil kunne skelne, hvis hun lukkes ud af rummet og ser flere farver, med reference til testandroiden Ava i Ex Machina, der aldrig har været uden for kælderen.
Undervejs ses også malerier af Pollock, No. 5, 1948 og et bryllupsportræt af Wittgensteins søster Margaret Stonborough-Wittgenstein (1905), ved maleren Gustav Klimt, netop som Ava slipper ud af kælderen.
Filosoffen Daniel Dennett anså filmen for at give den bedste udforskning af hvorvidt en computer kan generere moralsk relevante egenskaber svarende til en person.
I Sverige blev filmen kun udsendt på DVD; den var for dybsindig for biografpublikummet.

## Eksterne referencer
- Ex Machina på Internet Movie Database (engelsk)
- Ex Machina på Filmdatabasen
- Ex Machina på Scope
- Ex Machina i Svensk Filmdatabas (svensk)
- Ex Machina på AlloCiné (fransk)
- Ex Machina på MovieMeter (nederlandsk)
- Ex Machina på AllMovie (engelsk)
- Ex Machina på Turner Classic Movies (engelsk)
- Ex Machina på The Movie Database (engelsk)
- Ex Machina på Rotten Tomatoes (engelsk)